# Deux Images
 (février 2024).
Si vous disposez d'ouvrages ou d'articles de référence ou si vous connaissez des sites web de qualité traitant du thème abordé ici, merci de compléter l'article en donnant les références utiles à sa vérifiabilité et en les liant à la section « Notes et références ».
Deux Images (hongrois : Két kép), op. 10, Sz. 46, BB 59, est une œuvre pour orchestre de Béla Bartók composée en 1910, à la même époque que Le Château de Barbe-Bleue. Elles sont créées le 25 février 1913 à Budapest.
Cette œuvre révèle la forte influence qu'avait Debussy sur sa musique lors de cette période. Elle montre une riche palette de nuances et relève clairement de la musique impressionniste.
Le premier mouvement requiert un orchestre avec trois flûtes, deux hautbois, un cor anglais, trois clarinettes et trois bassons. Dans le deuxième mouvement, ce sont les bois et les cordes qui dominent.

## Mouvements
1. Virágzás (en pleine fleur)
2. Falu tánca (danse villageoise)